# Caenurgia convalescens
Caenurgia convalescens är en fjärilsart som beskrevs av Gottlieb August Herrich-Schäffer 1869.
Caenurgia convalescens ingår i släktet Caenurgia och familjen nattflyn. Inga underarter finns listade i Catalogue of Life.